# AGROVOC
AGROVOC是一个多语言受控词表，涵盖了联合国粮食及农业组织（粮农组织）的所有关注领域，包括粮食、营养、农业、渔业、林业和环境。截至2021年11月，该叙词表中共包含超过39,600个概念和超过924,000个术语，多达41种语言（见  （页面存档备份，存于））。这是一个协作成果，由专家组成的编辑社区编辑其内容，粮农组织协调。AGROVOC作为一种RDF/SKOS-XL概念体系，以关联数据集的形式发布，与其他20多个词汇表关联。

## 历史
20世纪80年代初，粮农组织首次以英文、西班牙文和法文出版了AGROVOC，作为农业科学和技术出版物受控词表，用于编制索引，特别是为国际农业科学和技术系统（AGRIS）。20世纪90年代，AGROVOC放弃了纸质印刷版，转向数字化，数据存储在一个关系数据库中。2004年，AGROVOC进行了初步试验，以网络本体语言（OWL）来表达内容，与此同时，还开发了一个基于网络的编辑工具，当时名为WorkBench，现在名为VocBench。2009年，AGROVOC成为SKOS资源。

## 使用
如今，AGROVOC作为一种SKOS-XL概念体系，可以以不同语言获取，并以关联开放数据（LOD）的形式发布。它被用于知识组织以进行后续的数据检索、在网站中对内容进行标记、促进搜索引擎的发现、对农业信息数据进行标准化并作为翻译的参考，此外还被用于数据挖掘、大数据或人工智能等领域。最新的AGROVOC内容每月发布一次，可供公众使用。。

## 获取
AGROVOC可以通过以下方式获取：
- 浏览 （页面存档备份，存于）：通过SKOSMOS界面在线搜索和浏览AGROVOC概念
- 下载 （页面存档备份，存于）：RDF-SKOS（仅AGROVOC或AGROVOC LOD）
- 实时：SPARQL （页面存档备份，存于）终端
- AGROVOC web服务 （页面存档备份，存于）

粮农组织负责协调与维护AGROVOC有关的编辑活动。一个由编辑和机构组成的社区[2] 负责编辑每个语言版本内容。编辑和维护AGROVOC所使用的工具是VocBench，其设计是为了满足语义网和关联数据环境的需要。粮农组织为AGROVOC的技术维护提供了便利，包括以关联开放数据（LOD）资源的形式发布。技术支持和基础架构由Tor Vergata大学[3]（意大利罗马）提供，VocBench的技术发展也由其领导。

## 版权与许可
AGROVOC内容拥有版权，而其他语言的内容版权则属于编写机构。AGROVOC叙词表内容的英文、法文、西班牙文、阿拉伯文、俄文和中文版本依据知识共享署名许可证（CC-BY IGO 3.0）进行授权。

## 相关链接
- 农业信息管理标准门户网站（AIMS）
- AGRIS
- 联合国粮食及农业组织

## 延伸阅读
- AGROVOC出版 （页面存档备份，存于）